# Benji Hughes

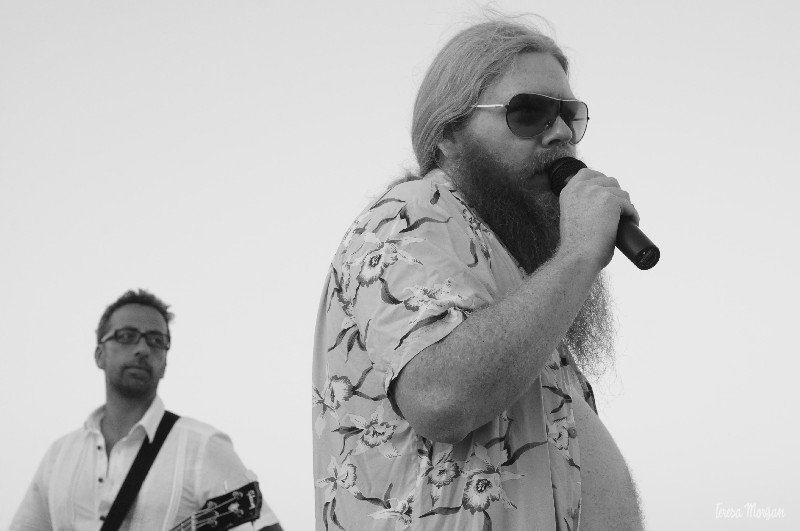
Benji Hughes am 10. Juli 2011 in Carolina Beach

Benji Hughes (* 1975) ist ein US-amerikanischer Indie-Rock-Sänger aus Charlotte, North Carolina.
Sein Debütalbum, „A Love Extreme“, wurde am 22. Juli 2008 bei New West Records veröffentlicht. Sein Lied „Waiting for an Invitation“ wurde in der TV-Serie How I Met Your Mother verwendet.
2008 war er als Gaststar auf Jeff Bridges Countryalbum „Jeff Bridges“ dabei.